# Salinator
Salinator är ett släkte av snäckor. Salinator ingår i familjen Amphibolidae.
Salinator är enda släktet i familjen Amphibolidae.
Kladogram enligt Catalogue of Life:
| Salinator | \| \| Salinator fragilis \| \| \| \| \| \| Salinator solida \| \| \| \| |
|           | \| \| Salinator fragilis \| \| \| \| \| \| Salinator solida \| \| \| \| |
|           | Salinator fragilis                                                      |
|           |                                                                         |
|           | Salinator solida                                                        |
|           |                                                                         |